# تولفي
تولفي (بالإيطالية: Tolve)‏ هي بلدية في مقاطعة بوتنسا في إقليم بازيليكاتا الإيطالي.

## السكان
في سنة 1861 بلغ عدد السكان 4٬473 نسمة، وتطور العدد ليصل في سنة 2011 لـ 3٬361 نسمة.
يظهر هذا المخطط البياني تطور النمو السكاني لـ تولفي